# Telemarc
|  | Aquest article tracta sobre la tècnica d'esquí. Si cerqueu el comtat de Noruega, vegeu «Telemark». |

El telemarc és una tècnica d'esquí que combina elements de l'esquí alpí i nòrdic. L'esquí de telemark rep el nom de la regió de Telemark de Noruega, on es va originar la disciplina. A Sondre Norheim, se li atribueix sovint la primera demostració del gir a les curses d'esquí, que incloïen fons, eslàlom i salts, a Noruega cap al 1868. Sondre Norheim també va experimentar amb el disseny d'esquís i fixacions, introduint talls laterals als esquís i fixacions de taló (com un cable).

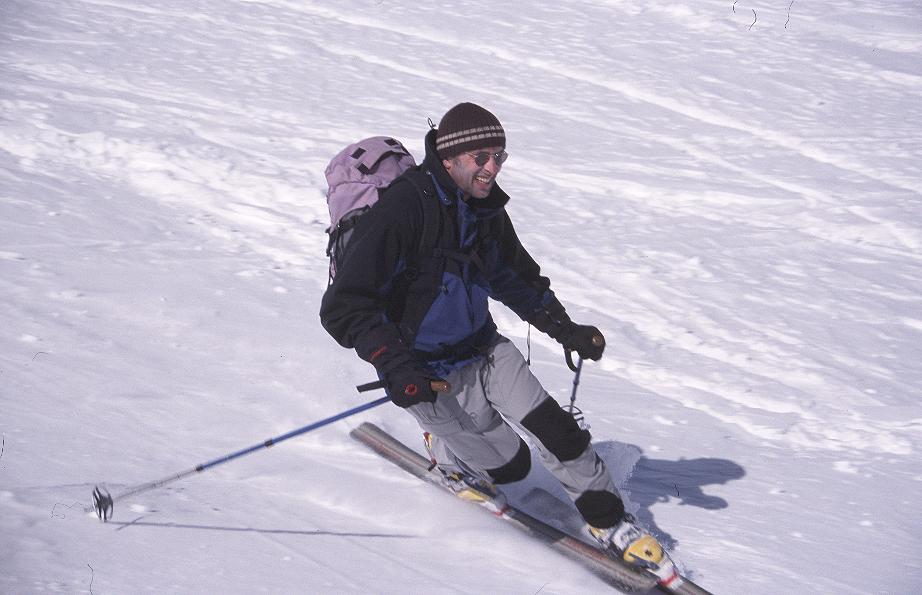
Telemarc

## Història de l'esquí de Telemark
Segles XIX i XX
A la dècada de 1800, els esquiadors de Telemark es van desafiar mútuament a "pistes salvatges" (ville låmir), les pistes més suaus tenien l'adjectiu "sla". Algunes curses eren en "cursos accidentats" (kneikelåm) i de vegades incloïen "salts pronunciats" (sprøytehopp) per dificultat. Aquestes curses del segle xix a Telemark transcorreven per senders especialment difícils, generalment des d'una muntanya escarpada, per tobogans de fusta i acabaven amb un gir pronunciat ("gir de Telemark") en un camp o llac gelat.
L'esquí de telemark (anomenat col·loquialment "tele skiing" o tele-ing") va renéixer el 1971 als Estats Units. A Doug Buzzell, Craig Hall, Greg Dalbey, Jack Marcial i Rick Borcovec se'ls atribueix la reintroducció de l'estil després de llegir el llibre. Come Ski With Me de Stein Eriksen. L'esquí de telemark va guanyar popularitat durant les dècades de 1970 i 1980.
Esquí de telemark s l'actualitat
L'atractiu de l'esquí de Telemark rau en l'accés: peces llargues de teixit sintètic, conegudes com a pells, es poden enganxar a la part inferior dels esquís per permetre pujar costa amunt a l'interior. Amb la invenció dels esquís lleugers de turisme alpí (A.T.), però, l'esquí de telemark ha disminuït en popularitat a l'exterior.
L'esquí de telemark utilitza un tipus d'equip especialitzat. En general, els esquiadors de Telemark utilitzen esquís alpins flexibles amb fixacions especialment dissenyades que fixen només la punta de la bota d'esquí a l'esquí, creant així el "taló lliure". Sovint, el taló s'uneix a la part davantera de la fixació mitjançant un cable amb frontisses, que subjecta fermament la bota d'esquí a la fixació. Aquestes enllaços sovint no es poden alliberar.

## Fixacions de Telemark alliberables
Rottefella va crear fixacions de telemark alliberables i els va anomenar NTN. NTN és l'acrònim de "New Telemark Norm". L'enllaç NTN és considerat per molts com una revolució en les fixacions de telemark que ofereix:
1. Control superior de les vores per a l'esquiador.
2. Seguretat millorada amb un sistema d'alliberament lateral i un fre d'esquí associat opcional.

## Candidatura olímpica
El Comitè de Telemark de la FIS ha anunciat que la seva proposta de Telemark Parallel Sprint i Team Parallel Sprint s'inclourà en una proposta de la FIS al Comitè Olímpic Internacional (COI). La proposta va ser aprovada per la Federació Internacional d'Esquí (FIS) al Congrés celebrat a Costa Navarino (Grècia) el maig de 2018. Tanmateix, en una sentència de juliol, el COI va votar no incloure el Telemark Paral·lel Sprint als Jocs de Pequín de 2022.

## Material necessari
- Esquís: en l'actualitat, els més populars tenen vores d'acer per permetre practicar la modalitat d'esquí alpí.
- Fixacions: en el cas del telemarc, les fixacions són semimovibles.
- Botes: la funció de les botes és subjectar el turmell fins a anul·lar l'articulació; la rigidesa varia segons la modalitat d'esquí.
- Bastons: per ajudar-se en les "remades" i recolzar-se en els girs.
- Guants: han de ser impermeables i aptes per prevenir congelacions.
- Casc: protegeix el cap de possibles cops i en manté l'escalfor.
- Protector d'esquena (tortuga): no és obligatori posar-se'l, però protegeix l'esquena de possibles cops.